# یاکی‌اودون

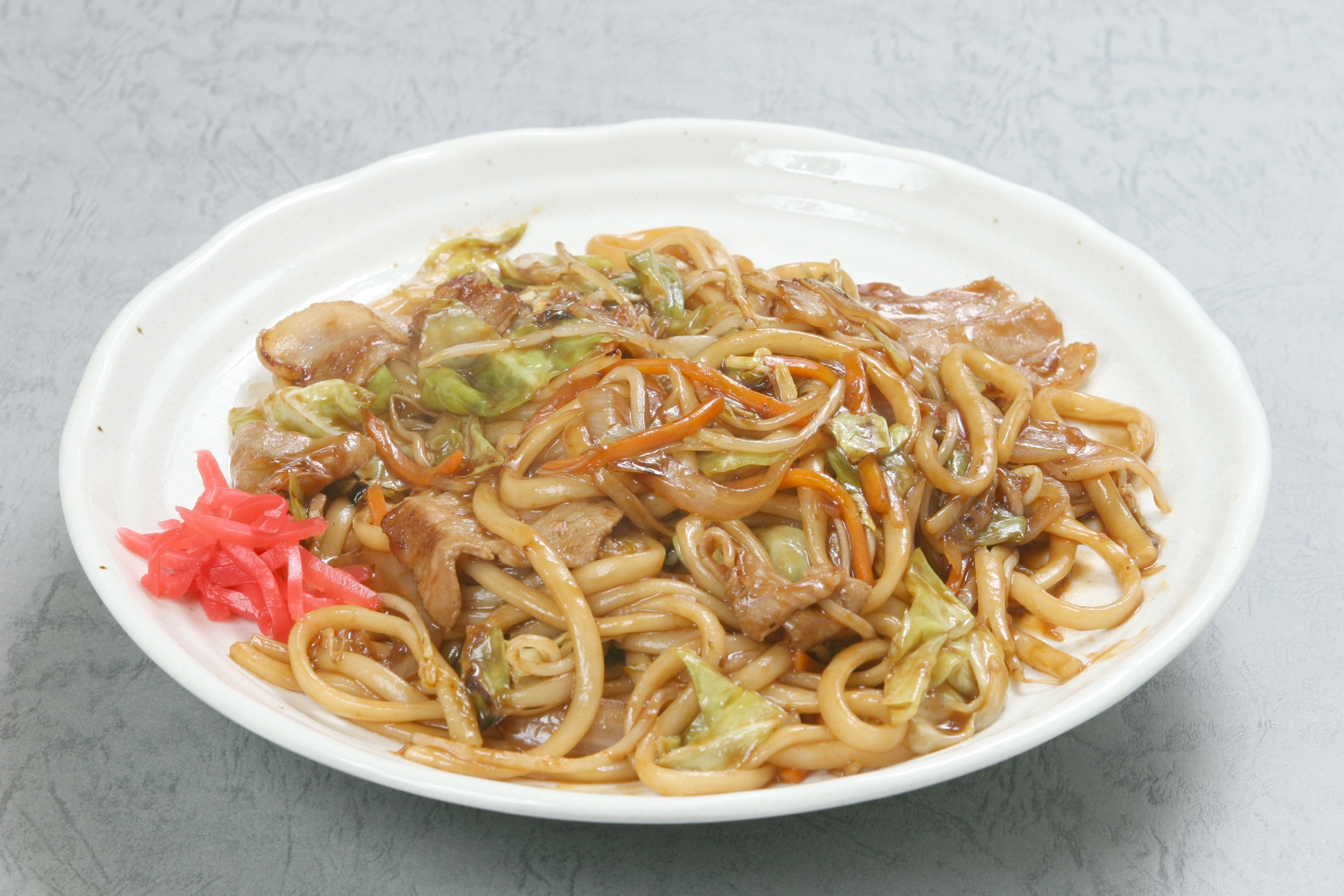
یاکی‌اودون

یاکی‌اودون (به ژاپنی: 焼きうどん yakiudon) یکی از انواع نودل و یک نوع غذای ژاپنی است که شباهت بسیاری به یاکی سوبا دارد با این تفاوت که در آن بجای سوبا، اودون به همراه گوشت، به‌ویژه گوشت خوک، کلم‌برگ، جوانه جو و دیگر سبزیجات سرخ می‌شود. در انتها به آن سس یا مواد مزه‌دهنده اضافه می‌شود.